# Mirinyac

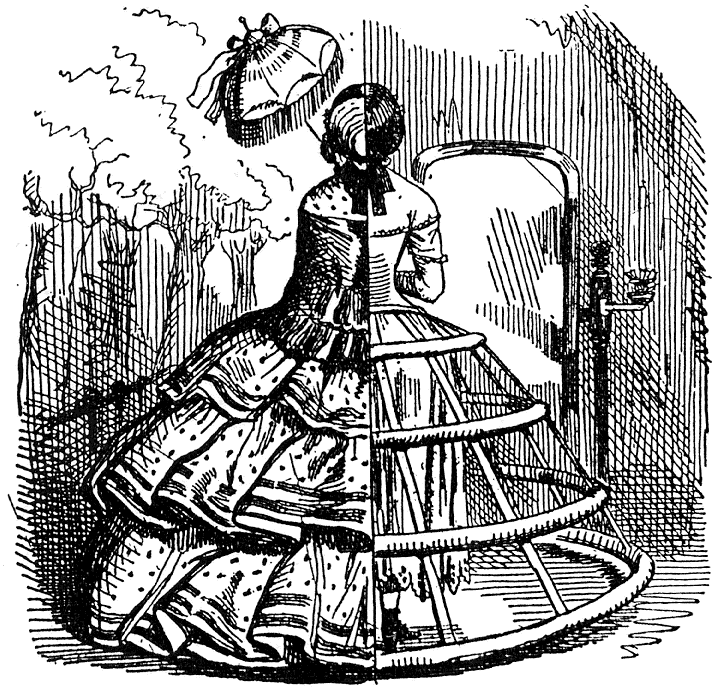
Vestit amb mirinyac

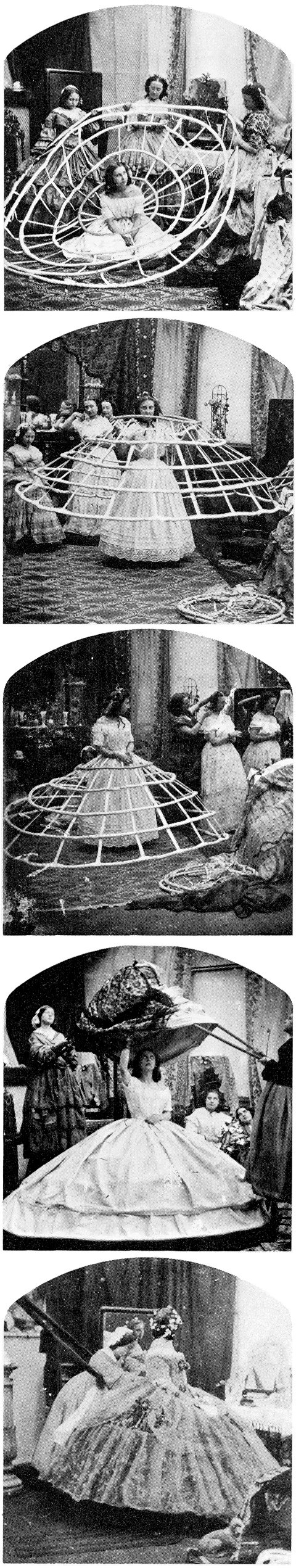
Seqüència del procés de posar-se un mirinyac, vers 1860

El mirinyac és una roba interior del segle xix. Inicialment, el mirinyac es va fer amb un teixit anomenat crinolina, format per una trama de crin de cavall —material del que va prendre el nom— i d'una cadena de lli o de cotó, que donava com a resultat un material espès i resistent que permetia, en ser transformat en enagos, suportar el pes de la faldilla i donar-li amplària. Després, el teixit va ser substituït per estructures metàl·liques, més sòlides i amples, que serien l'evolució d'aquests enagos rígids.

## Història
El mirinyac va aparèixer en la dècada del 1830, sota la forma d'enagos que es col·locaven sota la faldilla per donar-li cada vegada més amplària, a mesura que la forma en "A", és a dir, de triangle, de finals de la dècada del 1820, s'arrodonia sobre els malucs. Al voltant de 1839 va aparèixer l'ús d'uns enagos de crin. Al llarg dels 25 anys següents, el volum donat per la crinolina va ser augmentat amb l'afegit d'altres enagos, cada vegada més abundants, rígids, proveïts de volants i de tires de corda. A principis dels anys 1850, una dona podia portar fins a set enagos sota el seu vestit, a més del mirinyac de crinolina, fent la marxa difícil a causa del pes del conjunt i de la quantitat de teixits al voltant de les cames.
Per solucionar aquest problema, es van començar a fabricar enagos reforçats amb cèrcols de barnilla o de vímet. L'any 1856 es va inventar el mirinyac «gàbia», format per cèrcols de barnilla o de làmines d'acer flexibles, connectats per tires de tela i lligats a un cinturó. Aquest nou tipus de mirinyac va reemplaçar els enagos de crinolina fins al principi dels anys 1870. Aquest nou model era molt més lleuger que els seus predecessors i feia que no calguera portar més que uns enagos per damunt del mirinyac (per evitar que els cèrcols formaren un lleig relleu en el vestit) i uns altres, més estrets, per sota, per garantir el pudor de la dona si mai l'aparell s'alçava per un colp de vent o un vals massa violent.
Durant els anys següents, l'amplària del mirinyac no va deixar de créixer, esdevenint un dels temes preferits dels caricaturistes. Malgrat tot, el mirinyac va ser portat gairebé durant la meitat del segle xix, el que el fa un dels articles de moda més populars de la història de la indumentària, amb les faldilles i les cotilles.
A partir de 1863, la forma del mirinyac va començar a canviar. El volum, que anteriorment es trobava igualment repartit al voltat de la dona que el portava, es va aplanar per davant i es desplaçà cap enrere —el que es denomina mirinyac el·líptic. Després, l'any 1866, les faldilles es van fer menys amples, ja no frunzides o prisades a la cintura, sinó compostes de pedaços en triangle o en trapezi —paral·lelament, els mirinyacs van adoptar forma de con.
Vers el final de la dècada del 1860 es va començar a alçar la faldilla amb drapats per darrere. Amb l'objectiu de suportar el seu volum, va caldre recórrer a un nou artifici, el polissó.

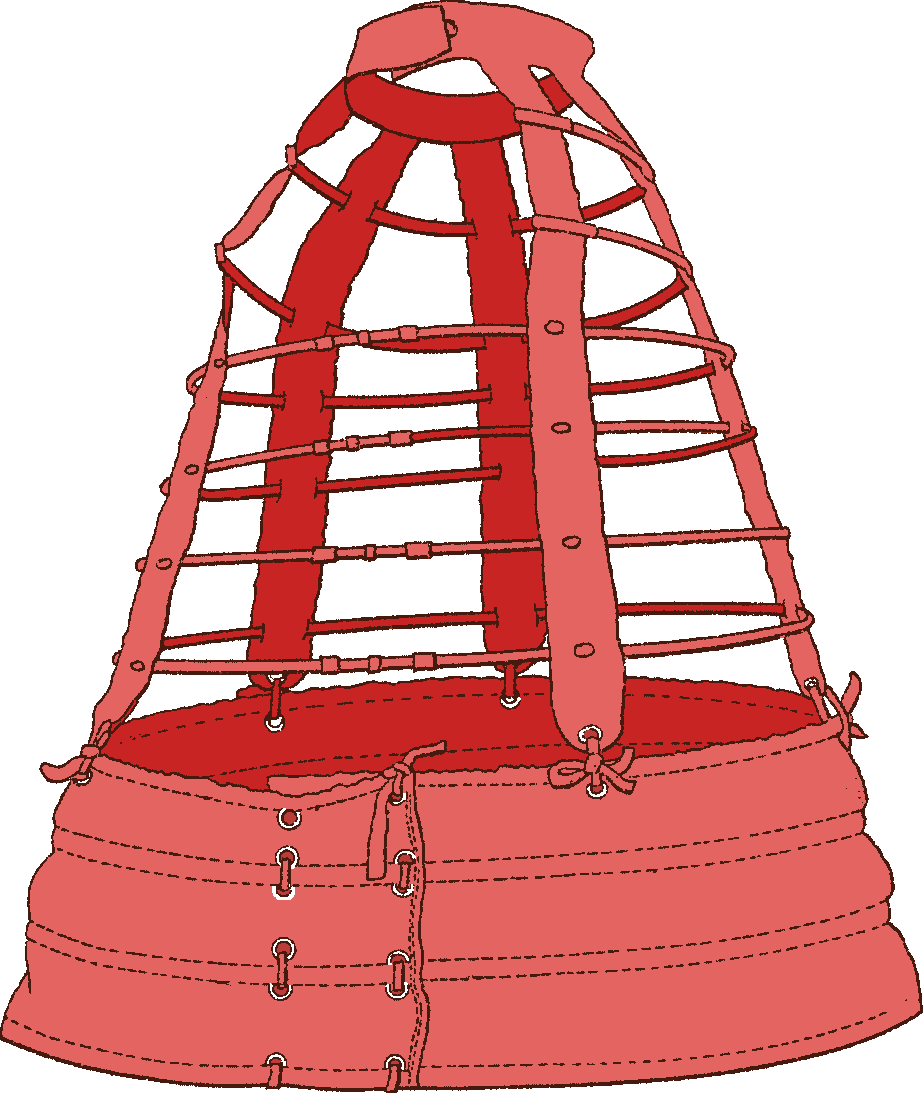
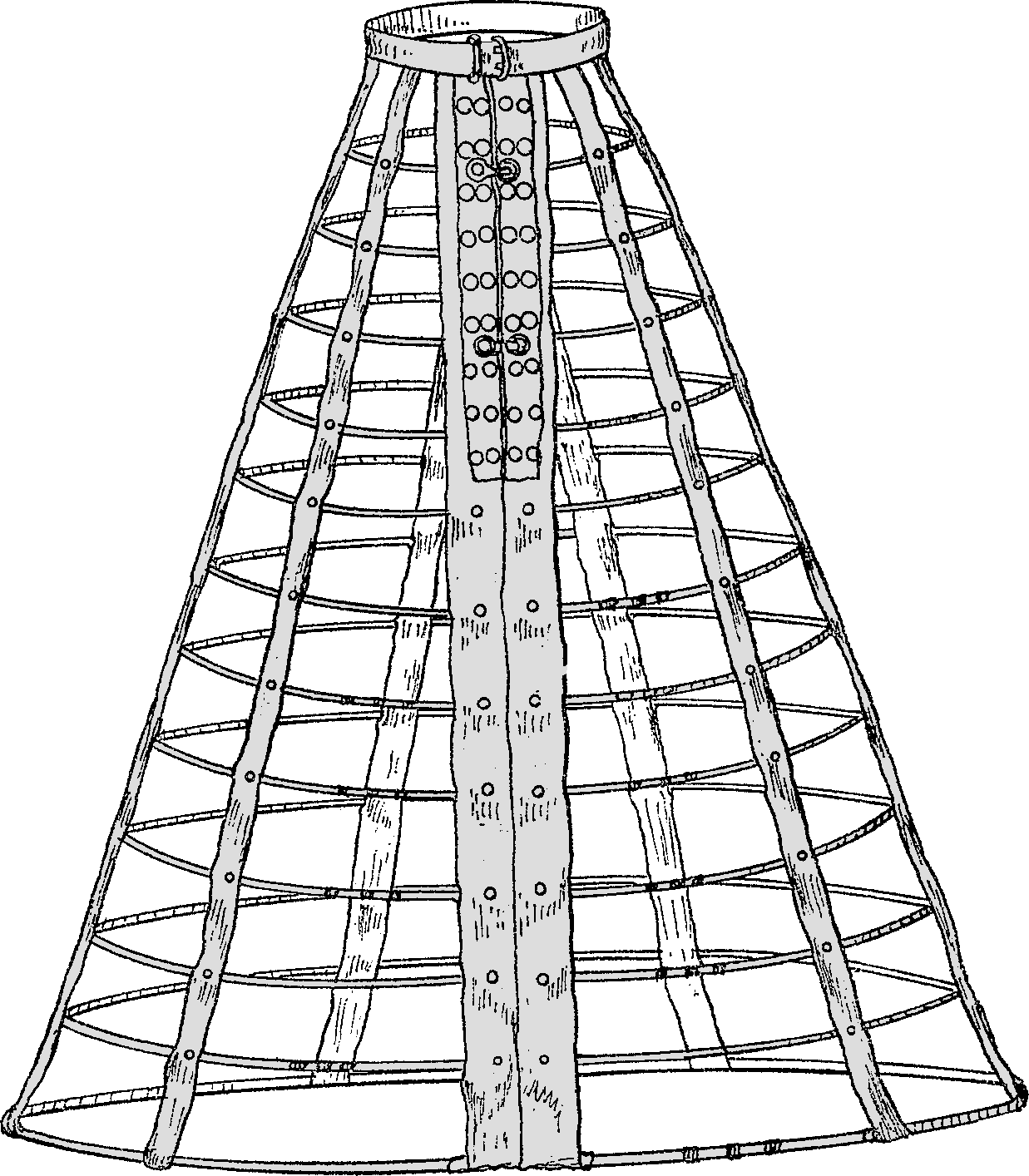
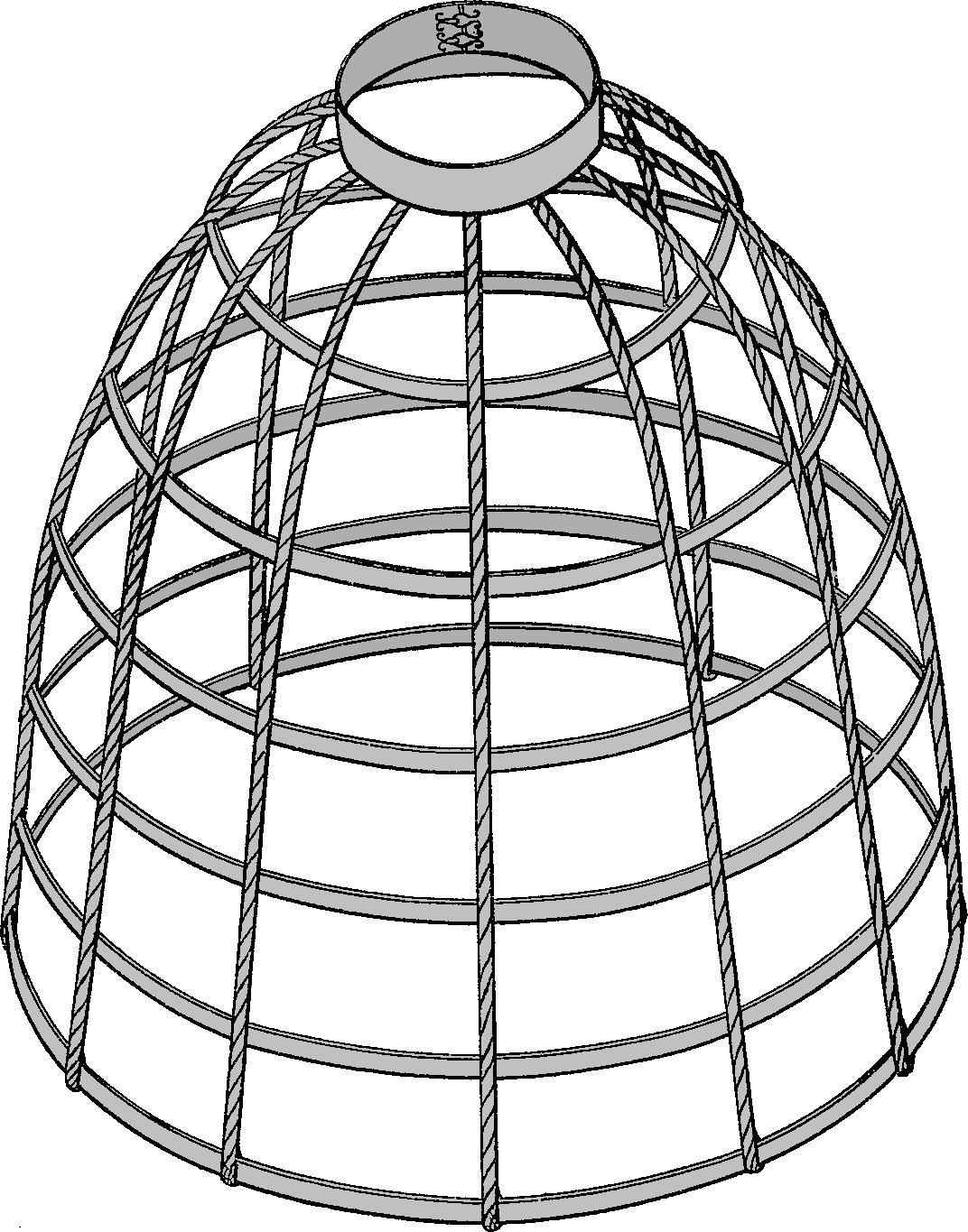
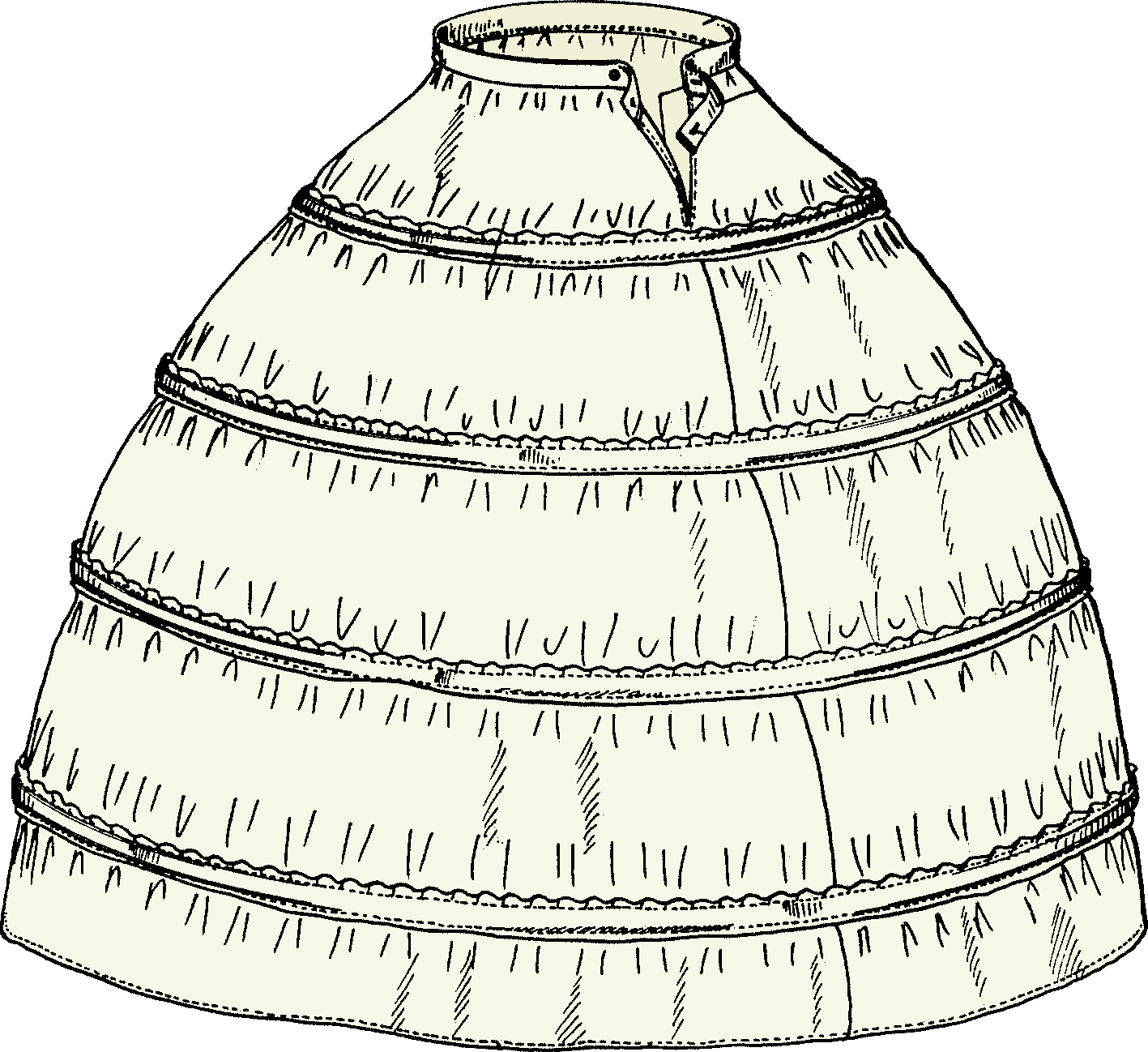
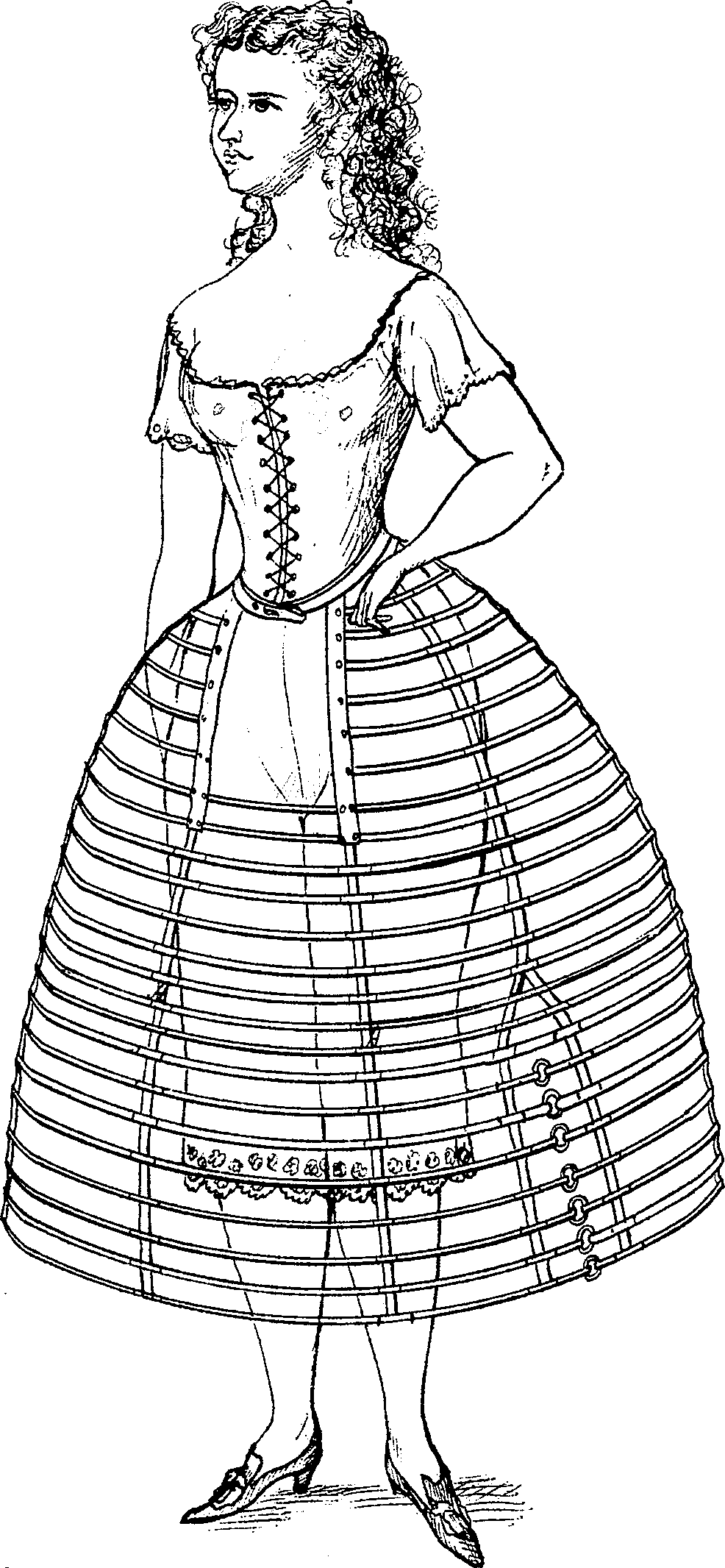
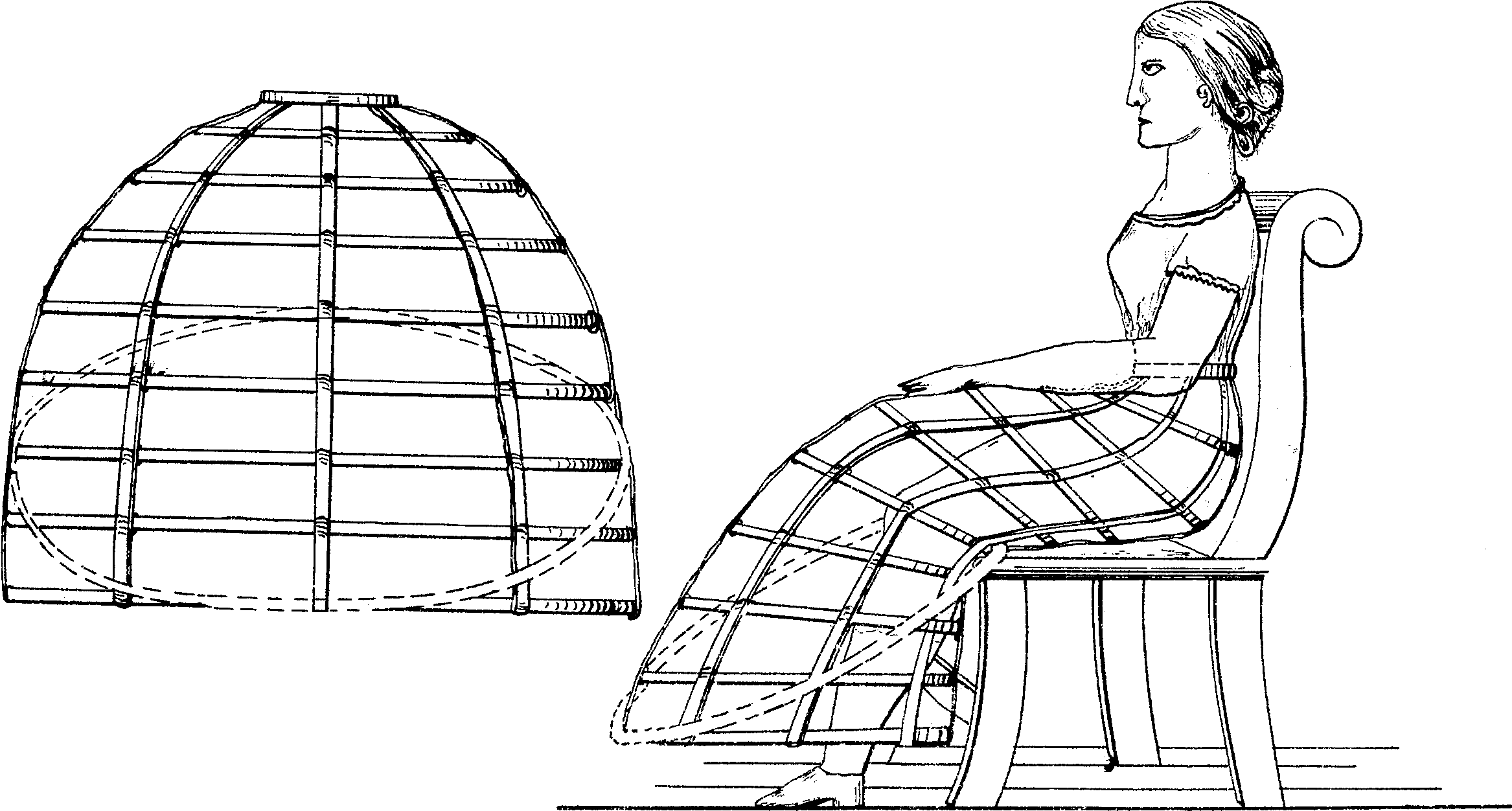
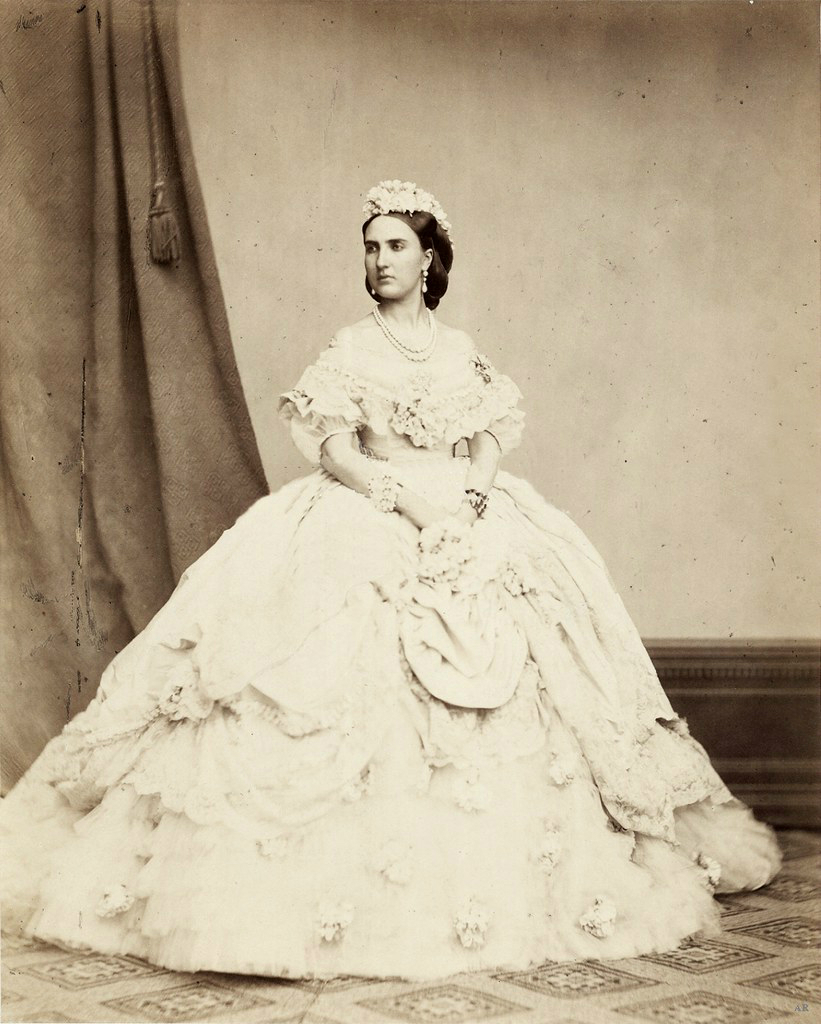
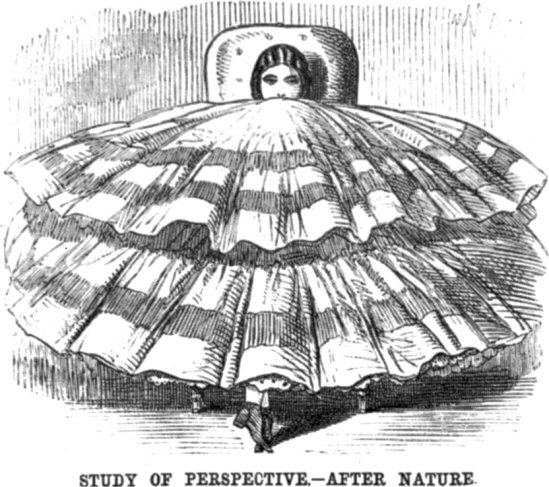
Caricatura
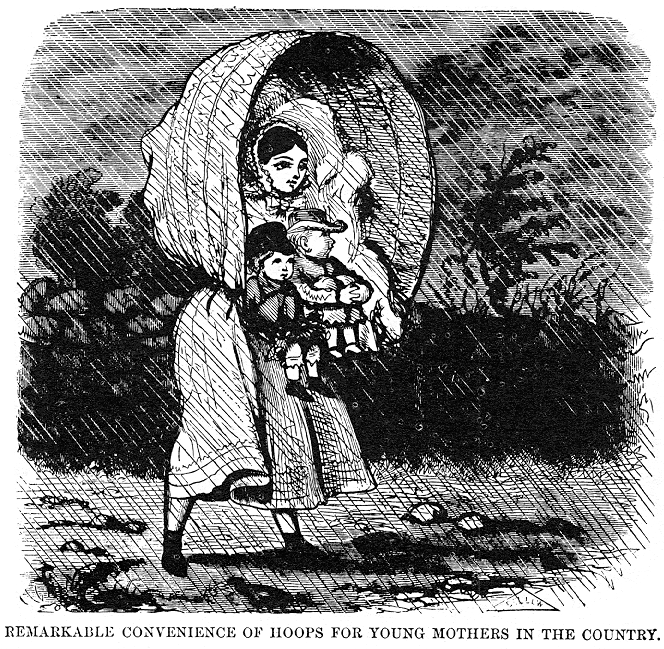
Caricatura
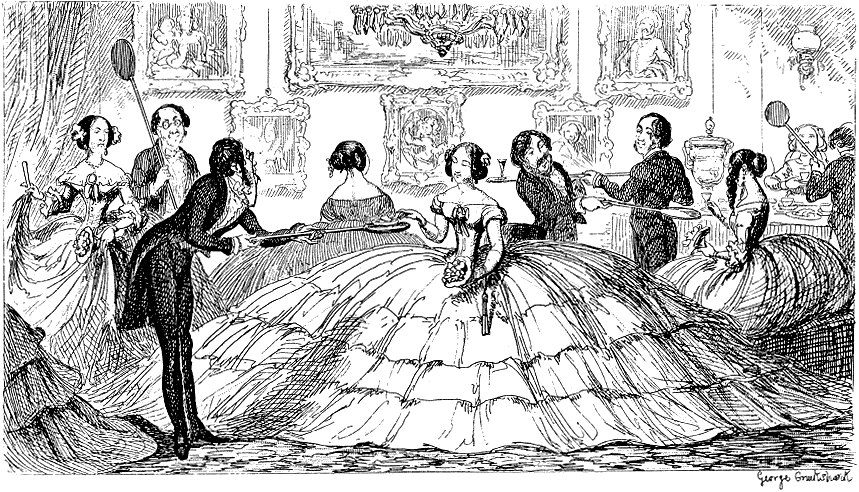
Caricatura
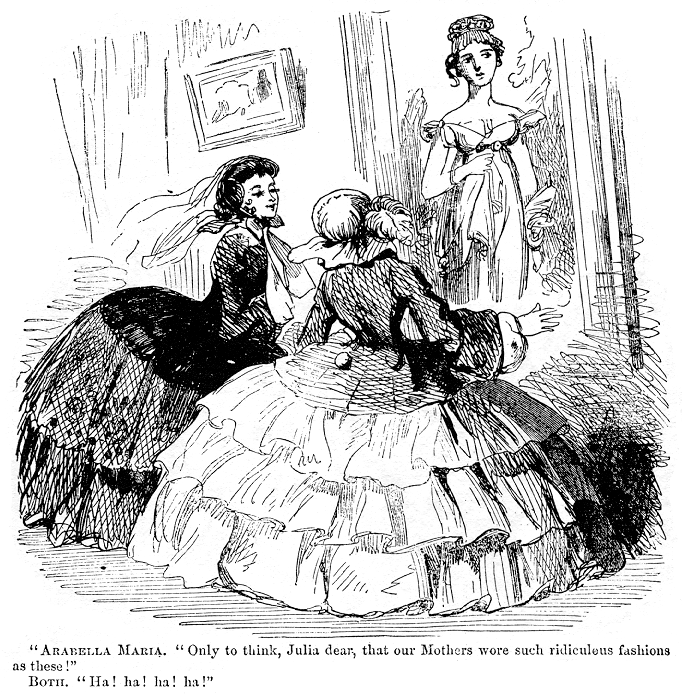
Caricatura